# Bathydactylus kroghi
Bathydactylus kroghi is een zeeanemonensoort uit de familie Actinostolidae.
Bathydactylus kroghi is voor het eerst wetenschappelijk beschreven door Carlgren in 1956.